# Antona Bernoláka (Žilina)
Antona Bernoláka je ulice v Žilině, která se nachází v jižní části města. Mezi místními je díky své nápadné šířce nazývána také Bulvár. Odděluje od sebe sídliště Hliny I a Hliny II.

## Popis
Ulice je orientována severojižním směrem. Její délka je 600 metrů. Lze ji rozdělit na dvě části; severní (mezi ulicemi Veľká okružná a Juraja Fándlyho, dlouhá 245 metrů) a jižní (mezi ulicemi Juraja Fándlyho a Mostná). Severní část ulice má charakter moderní městské třídy o šířce 40 m s dvěma pruhy oddělenými pásem zeleně se stromy a parkovou úpravou. Jižní část ulice má potom charakter zcela běžné městské ulice. 
Krátká severní část ulice je upravena tak, že z ní je zcela vyloučena doprava.

## Architektura

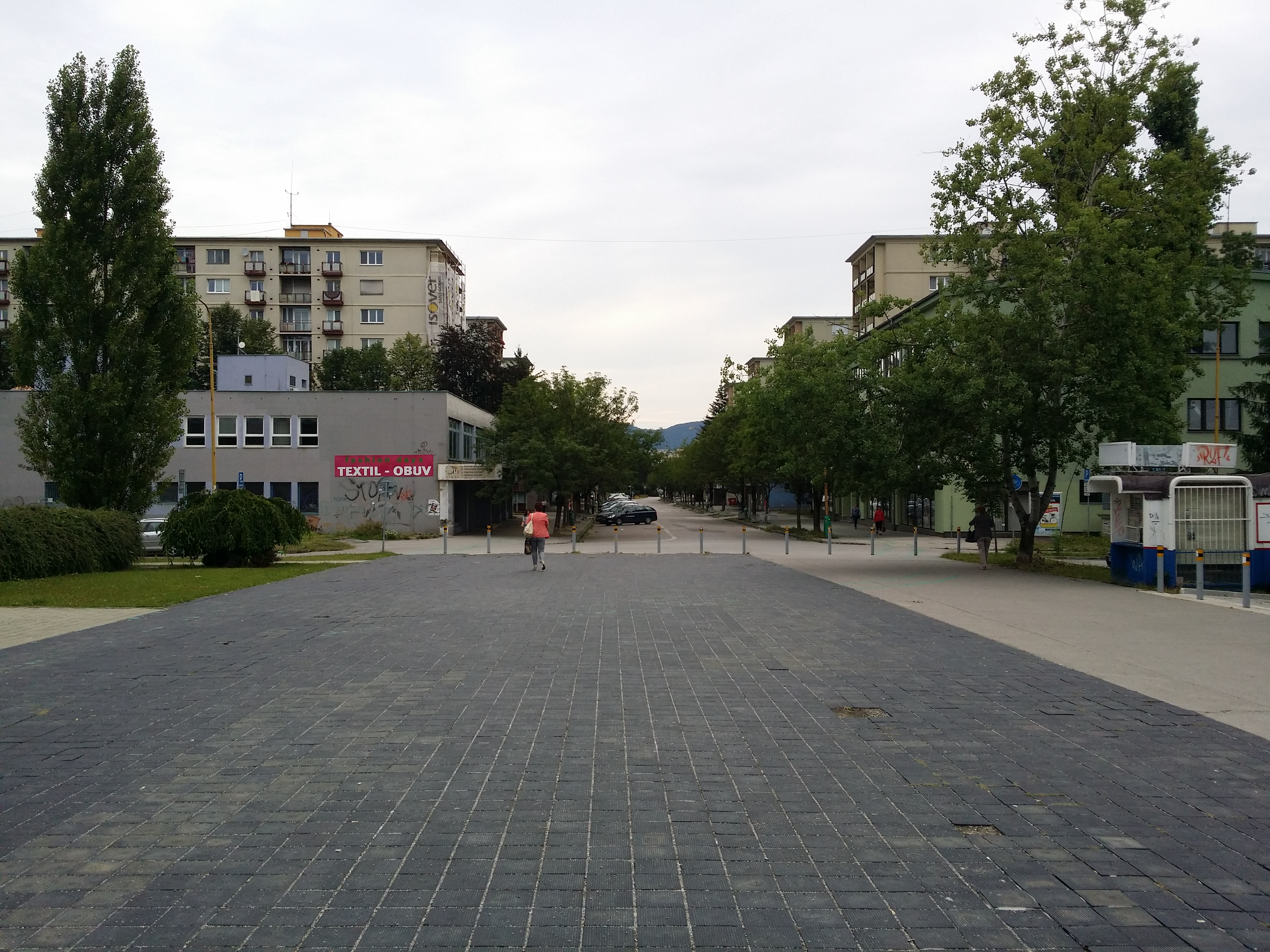
Pohled osou ulice.

Ulice je známa především tím, že zde v 50. letech 20. století vznikly domy ve stylu socialistického realismu ne nepodobné těm, které lze nalézt např. v Porubě nebo Stochově. Bylo tomu tak v severní části, v části jižní obklopují ulici panelové výškové domy, neboť zde byla ulice obestavěna později.
Domy v severní části vznikly podle projektu architektů Františka Čapka a Ladislava Bauera. Pětipatrové domy byly postaveny tak, aby byly k sobě přivrácené (jsou zrcadlově identické) na severním konci poněkud zvýšené aby zdůrazňovaly monumentalitu začátku třídy. 

## Historie
Územní plán města Žilina z roku 1930 předpokládal růst města přirozeným jižním směrem, kde byl dostatek prostoru a kam vedly hlavní ulice z centra města. Koncepci, kterou navrhl Josef Peňáz, se však podařilo zrealizovat až po druhé světové válce.
Ulice nesla nejprve název Trieda Obrancov mieru a později (v roce 1992) byla pojmenována po slovenském buditeli Antonu Bernolákovi. Jeho název si ponechala i do současné doby.
Ve své době se jednalo o ukázku moderního československého stavitelství; vzorová třída s moderními byty se stala symbolem vnímaného pokroku v tehdejší zemi a byla vyhlášenou. Jednotlivé domy byly navrženy v polovině 50. let 20. století. Jednalo se o bytové domy v řadové zástavě s podloubími a průjezdy do bočních ulic. Vznikaly v rámci sídliště Hliny I a Hliny II. Podoba ulice v severní (známější) části byla dokončena v roce 1959, kdy byly sídliště Hliny I a Hliny II předány do užívání.
V roce 2002 byla na ulici odhalena socha Antona Bernoláka.
V roce 2016 byla vyhlášena veřejná soutěž na téma úpravy a přestavby ulice. Předpokládal vznik živé městské třídy, v severní části vyloučení automobilové dopravy (vznik pěší zóny) a obnovu zeleně.

## Významné budovy
- Krajská knihovna (Žilina)